# Chiko
Chiko es una película alemana estrenada en 2008, obra escrita y dirigida por Özgür Yıldırım.

## Reparto
- Denis Moschitto : Chiko
- Moritz Bleibtreu : Brownie
- Volkan Özcan : Tíbet
- Fahri Ogün Yardım
- Reyhan Şahin : Meryem
- Lilay Huser : Tibets Mutter
- Philipp Baltus : Scholle
- Henny Reents : Reji
- Hans Löw : Sascha
- Simon Goerts : Jimmi

## Producción
El rodaje tuvo lugar en Hamburgo y Hannover.